# Hidetoshi Nagasawa

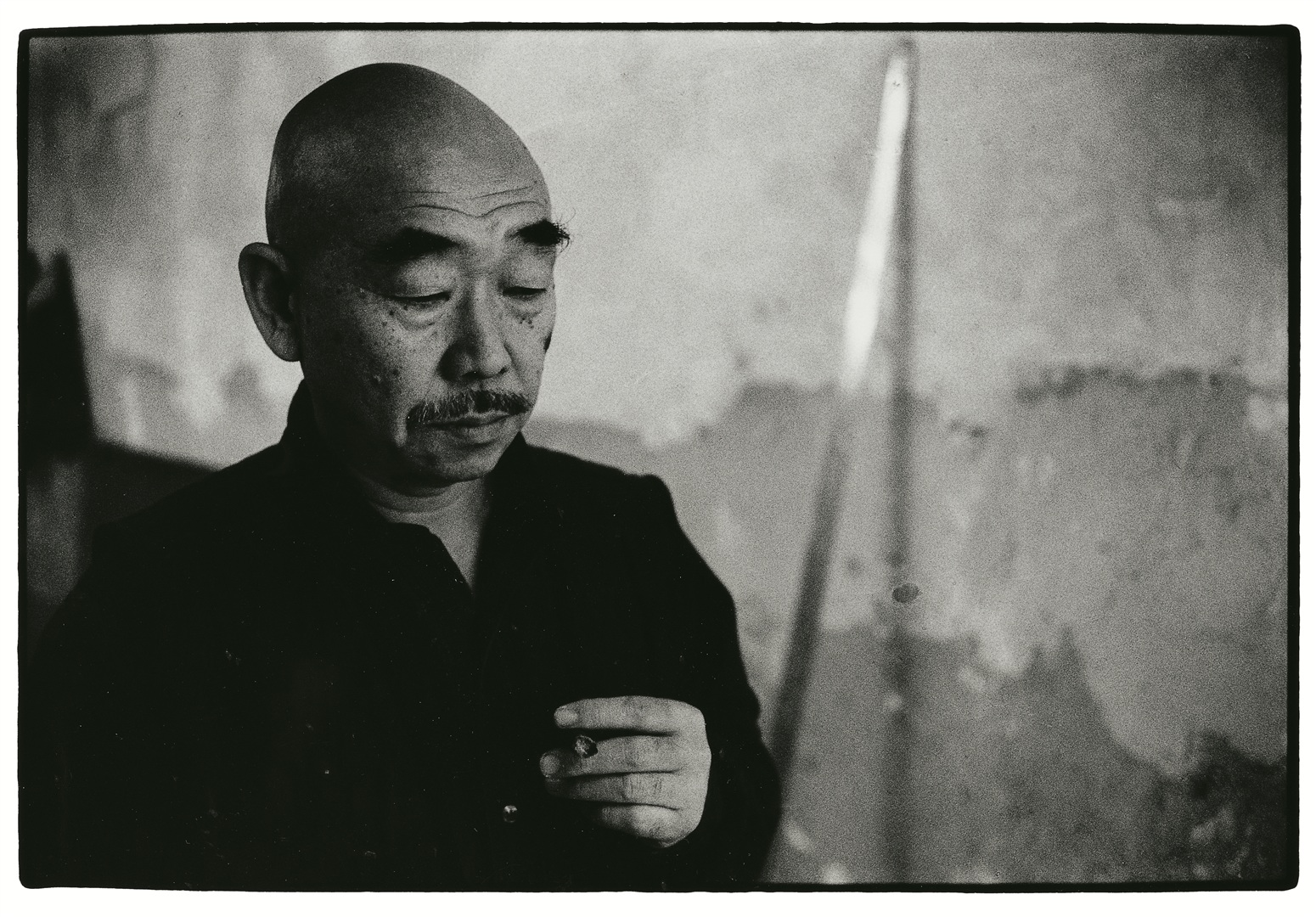
Hidetoshi Nagasawa in 2000

Hidetoshi Nagasawa (Japans: 長澤　英俊,Nagasawa Hidetoshi) (Tonei, 30 oktober 1940 - Milaan, 24 maart 2018) was een Japanse beeldhouwer.

## Leven en werk
Nagasawa werd in 1940 als zoon van een militaire arts geboren in Tonei (東寧), het huidige Mudanjiang in Mantsjoerije, dat sinds 1931 bezet werd door de Japanners en van 1932 tot 1945 bekendstond als de staat Mantsjoekwo. Aan het einde van de Tweede Wereldoorlog vluchtte de familie naar Japan. Nagasawa groeide op in Kawajima, een voorstad van Tokio in de prefectuur Saitama. Hij studeerde tot 1963 architectuur en interieurarchitectuur aan de Kunstuniversiteit van Tama (多摩美術大学,Tama bijutsu daigaku) in Setagaya. In 1964 gaf hij een loopbaan als architect op en hij werd kunstenaar. Hij maakte deel uit van de avantgardistische, neo-dadaïstische Gutai-groep, waarmee hij exposeerde. In 1967 ondernam hij een fietstocht van het Verre Oosten, via het Aziatische vasteland en het Midden-Oosten, naar Turkije, Griekenland en uiteindelijk Italië. Hij vestigde zich in Milaan. Een eerste expositie in Italië vond in 1969 plaats bij Galleria Sincron in Brescia.
Nagasawa kreeg in Italië en internationaal brede erkenning voor zijn werk als beeldhouwer, land art-kunstenaar en installatiekunstenaar. Hij nam deel aan de Biënnale van Venetië in de jaren 1972, 1976, 1982 en 1988 en had in 1993 een eigen zaal in het Italiaanse paviljoen. De kunstenaar werd in 1992 uitgenodigd voor deelname aan DOCUMENTA IX in de Duitse stad Kassel en in 1995 toonde hij het werk Seven Springs tijdens een expositie in Tokio. In 1995 was hij uitgenodigd voor de tentoonstelling Scultura, Architectura, Città tijdens de Biennale Internazionale di Scultura di Carrara in Carrara.
Hidetoshi Nagasawa doceerde beeldhouwkunst aan de Nuova Accademia di Belle Arti in Milaan.

## Enkele werken
- Iperuranio (1996), Beeldenpark Villa Celle bij Pistoia
- Stanza di Barca d'Oro (1989)[2], beeldenpark Fiumara d'Arte, Castel di Tusa bij Cefalù in de provincie Messina
- Giardino Dormiveglia[3], Toyama Memorials Museum of Art in Kawajima